# Karnitin O-oktanoiltransferaza
Karnitin O-oktanoiltransferaza (EC 2.3.1.137, srednjelančana/dugolančana karnitin aciltransferaza, karnitin srednjelančana aciltransferaza, lako rastvorna mitohondrijska karnitinska palmitoiltransferaza) je enzim sa sistematskim imenom oktanoil-KoA:L-karnitin O-oktanoiltransferaza. Ovaj enzim katalizuje sledeću hemijsku reakciju
oktanoil-KoA + L-karnitin {\displaystyle \rightleftharpoons } KoA + L-oktanoilkarnitin
Ovaj enzim deluje na opseg acil-KoA molekula, sa optimalnom aktivnošću na C6 ili C8 acil grupama, cf. EC 2.3.1.7 (karnitin O-acetiltransferaza) i EC 2.3.1.21 (karnitin O-palmitoiltransferaza).

## Literatura
- Nicholas C. Price; Lewis Stevens (1999). Fundamentals of Enzymology: The Cell and Molecular Biology of Catalytic Proteins (Third изд.). USA: Oxford University Press. ISBN 019850229X.
- Eric J. Toone (2006). Advances in Enzymology and Related Areas of Molecular Biology, Protein Evolution (Volume 75 изд.). Wiley-Interscience. ISBN 0471205036.
- Branden C; Tooze J. Introduction to Protein Structure. New York, NY: Garland Publishing. ISBN 0-8153-2305-0.
- Irwin H. Segel. Enzyme Kinetics: Behavior and Analysis of Rapid Equilibrium and Steady-State Enzyme Systems (Book 44 изд.). Wiley Classics Library. ISBN 0471303097.

## Spoljašnje veze
- Carnitine+O-octanoyltransferase на 